# Aditya Pancholi
Aditya Pancholi est un acteur indien présent au cinéma mais également à la télévision. Il est né le 4 janvier 1965 en Inde.
Il a rencontré l’actrice Zarina Wahab sur le tournage du film Kalan ka Tika et ils se sont mariés en 1986. Ils ont une fille, Sana et un fils, Suraj. Sana a fait ses débuts dans le monde du cinéma en 2006. Il est également l'oncle de l'artiste et musicien Faris McReynolds.

## Carrière
Aditya Pancholi fait sa première apparition à la télévision en 1986 dans Shingora.
La même année, il tourne son premier film, Sasti Dulhan Mahenga Dulha. 
Il est connu pour son film Yes Boss pour lequel il a été nommé dans la catégorie meilleur rôle de méchant lors des Filmfare Awards et Musafir. 
Sa performance dans Hamesha en 1997 aux côtés de Kajol et Saif Ali Khan a été remarquable. 

## Filmographie
- Striker (2010)
- Musafir (2004)
- Chalte Chalte (2003)
- Border Hindustan Ka (2003)
- Jaani Dushman: Ek Anokhi Kahani (2002)
- Aankhen (2002)
- Yeh Dil Aashiqanaa (2002)
- Tarkieb (2000)
- Jung (2000)
- Baaghi (2000)
- Jodidar (2000)
- Siyani (2000)
- Aaya Toofan (1999)
- Benaam (1999)
- Military Raaj (1998)
- Dand Nayak (1998)
- Hafta Vasuli (1998)
- Zanjeer (1998)
- Gambler (1997)
- Yes Boss (1997)
- Hamesha (1997)
- Khilona (1996)
- Zordaar (1996)
- Muqadama (1996)
- Mafia (1996)
- Jung (1996)
- Ek Tha Raja (1996)
- Ram Shastra (1995)
- Ravan Raaj: A True Story (1995)
- Surakshaa (1995)
- Aatish: Feel the Fire (1994)
- Chor Aur Chaand (1993)
- Bomb Blast (1993)
- Muqabla (1993)
- Game (1993)
- Tahqiqaat (1993)
- Tahalka (1992)
- Sahebzaade (1992)
- Yaad Rakhegi Duniya (1992)
- Jeevan Daata (1991)
- Akayla (1991)
- Shiv Ram (1991)
- Dushman Devta (1991)
- Paap Ki Aandhi (1991)
- Vishnu-Devaa (1991)
- Hafta Bandh (1991)
- Naamcheen (1991)
- Saathi (1991)
- Awaragardi (1990)
- Sailaab (1990)
- Maha-Sangram (1990)
- Awwal Number (1990)
- Baap Numberi Beta Dus Numberi (1990)
- Gunahon Ka devi (1990)
- Pyaar Ka Toofan (1990)
- Taqdeer Ka Tamasha (1990)
- Veeru Dada (1990)
- Zakhmi Zameen (1990)
- Ladaai (1989)
- Desh Ke Dushman (1989)
- Lashkar (1989)
- Jaadugar (1989)
- Kahan Hai Kanoon (1989)
- Mohabat Ka Paigham (1989)
- Maalamaal (1988)
- Dayavan (1988)
- Dharamyudh (1988)
- Khoon Bahaa Ganga Mein (1988)
- Qatil (1988)
- Sasti Dulhan Mahenga Dulha (1986)
- Shingora (1986)